# Joachim von Pfeil
Le comte Joachim von Pfeil und Klein-Ellguth, né le 30 décembre 1857 à Neurode, dans l'arrondissement de Neurode (en province de Silésie), et mort le 12 mars 1924 à Friedersdorf,  dans l'arrondissement de Lauban (en province de Basse-Silésie), est un explorateur allemand de l'Afrique orientale, de l'Afrique du Sud, de l'Afrique du Sud-Ouest, du Maroc et des mers du Sud.

## Biographie
Le comte Joachim Friedrich von Pfeil (de) und Klein Ellguth descend d'une famille ancienne de la noblesse. En 1873, à peine âgé de quinze ans, il fait partie de la mission luthérienne, la Hermannsburger Mission (de), et rejoint sa mission de Hermannsburg (en) dans le Natal en Afrique du Sud. Il part dans l'intérieur du pays, explore le Drakensberg dans l'État libre d'Orange où il se lance dans l'agriculture et l'élevage de bétail. Il repart en expédition des années plus tard en 1882 jusqu'au Limpopo.
Il rentre en 1882 en Allemagne et défend l'idée de la colonisation allemande de l'Afrique orientale.
En 1884, il fait partie de l'expédition de Carl Peters, Karl Jühlke et August Otto (de) vers l'Afrique orientale. Ils atteignent d'abord Zanzibar où se trouve le consulat impérial allemand, puis partent en caravane vers Usegua et Usagara, Alors que Peters et Jühlke  partent ensuite pour la côte, Pfeil et Otto s'arrêtent à Usagara, pour fonder une première station placée sous autorité allemande. En mai 1885, il part d'Usegua vers Kutu, où il négocie un traité pour la Deutsch-Ostafrikanische Gesellschaft. Ensuite il part pour le pays Rufiji et passe quelques mois dans les Monts Rubeho, puis chez les Wahéhés ; c'est le premier Européen à explorer en décembre 1885 le cours de l'Ulanga (de), affluent du Rufiji.

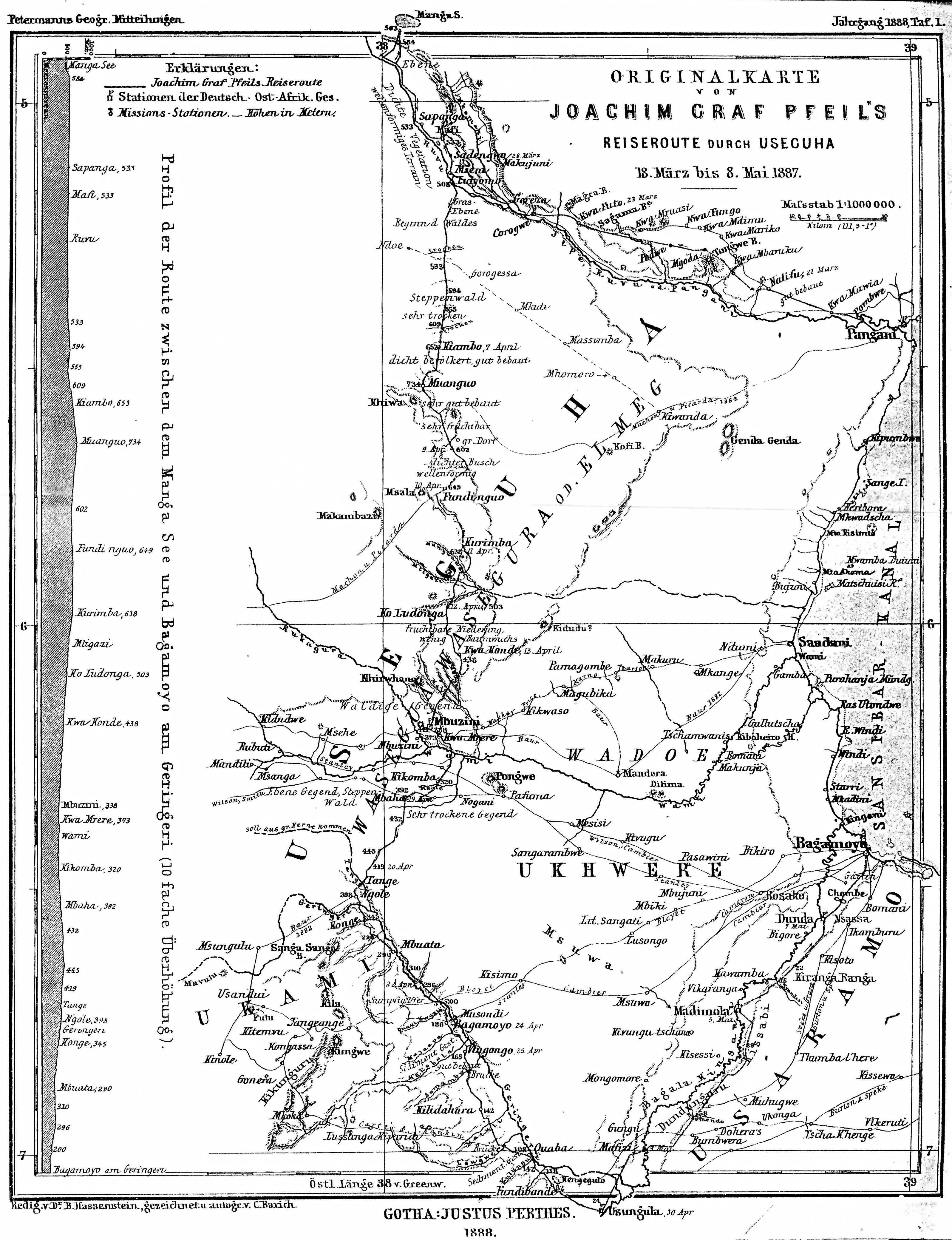
Carte du voyage du comte von Pfeil au pays useguha („Karte zu Graf Pfeil’s Reisen durch das Useguha-Gebiet“) (Deutsch-Ostafrika) en 1887.

De décembre 1886 à mai 1887, il explore le fleuve Pangani, traverse le pays Usegua du nord au sud. En juillet, il part et entre cette fois-ci au service de la Neuguinea-Kompanie. Il entreprend une expédition à l'intérieur de la Nouvelle-Guinée et prend une position dans l'administration de l'archipel Bismarck, où il explore entre autres le Nouveau-Mecklembourg. Mais le comte von Pfeil tombe malade et il est obligé de quitter les mers du Sud. Il s'arrête longuement à Java pour se soigner et il est de retour en octobre 1889 en Europe.
De juin à novembre 1892,le comte von Pfeil voyage pour le compte du Syndicat pour le peuplement du Sud-Ouest africain allemand ; il navigue sur le fleuve Orange jusqu'à Windhuk et la baie de Walvis.
De 1895 à 1897, son frère Marcus (1859–1916), avec lequel il est souvent confondu, est consul impérial dans la colonie portugaise du Mozambique avec siège dans la capitale Lourenço Marques.
Entre 1897 et 1899, il fait partie de plusieurs expéditions de Theodor Fischer au Maroc (pays alors fermé aux Européens), ainsi qu'en 1901.
Pfeil épouse en 1890 Gertrud Leo qui meurt en 1891 après avoir donné naissance à des jumeaux (Toni mort en 1908, et Fritz mort en 1918). Il épouse en secondes noces en 1895 la baronne Anna von Minutoli, fille unique du baron Alexander von Minutoli (de). Mais ce mariage est sans enfant. Le comte et la comtesse von Pfeil adoptent en 1922 leur neveu Ortwin von Pfeil-Minutoli, afin de régler la succession de leurs biens. Ce dernier meurt au combat dans le Caucase en 1942. 
Le comte Joachim von Pfeil und Klein-Ellguth meurt le 12 mars 1924 à Friedersdorf près de Lauban, et sa veuve Anna en 1936.

## Publications
- Vorschläge zur praktischen Kolonisation in Ost-Afrika. Rosenbaum & Hart, Berlin, 1888, (Lecture en ligne; 2e éd. 1890).
- Studien und Beobachtungen aus der Südsee. F. Vieweg & Sohn, Braunschweig, 1899, (Lecture en ligne).
- Die Gründung der Boerenstaaten. Meinecke, Berlin, 1899.
- Geographische Beobachtungen in Marokko. In: Mitteilungen der Geographischen Gesellschaft (für Thüringen) zu Jena, Bd. 20, 1902, ZDB 501248-x, pp. 1–105.
- Begleitworte zur Routenkarte meiner Reisen in Marokko. In: Mitteilungen der Geographischen Gesellschaft (für Thüringen) zu Jena. Bd. 21, 1903, S. 1–60.
- Warum brauchen wir Marokko? (= Flugschriften des Alldeutschen Verbandes. 18, ZDB 1019621-3). J. F. Lehmann, Munich, 1904.
- Zur Erwerbung von Deutsch-Ostafrika. Ein Beitrag zu seiner Geschichte. K. Curtius, Berlin, 1907, (Lecture en ligne).
- Ein bewegtes Leben. Erlebnisse aus seiner Jugendzeit für die Jugend erzählt. Costenoble, Iéna, 1911.
- Marokko. Wirtschaftliche Möglichkeiten und Aussichten (= Meereskunde. vol. 6, Heft 2 = Nr. 62, ZDB 513408-0). Mittler, Berlin, 1912.